# Byparken (Roskilde)
 For alternative betydninger, se Byparken. (Se også artikler, som begynder med Byparken)
Byparken er en park, der ligger i Roskilde på Østsjælland. Parken skråner mod nord ned mod Roskilde Fjord og Roskilde Havn. Den er omgivet af Sankt Clara Vej mod vest, Sankt Ibs vej mod Nord, Frederiksborgvej mod øst og et villaområde mod syd og Provstmarken.
Det meste af parken er udlagt til græsarealer, men langs kanten findes buske, og rundt omkring er en del gamle træer. Mod vest findes en legeplads. I parken findes et vandløb, der ender i en sø i den nordligste del. Der er også opstillet en genforeningssten. Helt mod syd ligger en stråtækt bygning, der er indrette til restauranten Pipers Hus.
I juli måned afholdes der gratis koncerter i parken, som arrangeres i et samarbejde mellem spillestedet Gimle og Roskilde Kommune Til sankthans bliver der arrangeret bål.

## Historie
I middelalderen lå Sankt Hans' Kirke på Provstmarken, og det omkringliggende område var Sankt Hans' sogn, der var et af Roskildes 13 sogne, hvor kannikker med relation til Roskilde Domkirke boede. I 1443 blev domkirken ramt af en brand, der hurtigst spredte sig til områderne nord og vest for bygningen, hvor den forårsagede store ødelæggelser. Området hvor Provstmarken lå, blev aldrig genopført. Med reformationen mistede Roskilde en stor del af sine indtægter, og byen oplevede en længere periode med recession. I adskillige hundrede år var Provstmarken en del af Provstegården og blev brugt til græsning af kvæg.
I 1898 arvede Roskilde by en stor sum penge af tekstilfabrikanten Otto Henrich Schmeltz. En del af disse penge var reserveret til etableringen af en park "der ikke skulle bruges til nogen slags sport". I 1915 brugte byen en del af disse penge til at købe et stykke jord nord for Provstmarken, som indtil dette tidspunkt havde været landbrugsjord. Den nye park blev designet af landskabsarkitekten Aage Hansen.